# Lacerta cyanisparsa
Lacerta cyanisparsa este o specie de șopârle din genul Lacerta, familia Lacertidae, ordinul Squamata, descrisă de Schmidtler și Bischoff 1999. Conform Catalogue of Life specia Lacerta cyanisparsa nu are subspecii cunoscute.